# Longleat
Longleat je angleški dvorec in dom markiza iz Batha. Leži je v bližini vasi Horningsham in v bližini mest Warminster v Wiltshireu in Frome v Somersetu. Območje obsega elizabetinski podeželski dvorec, labirint, urejene parke in safari park. Dvorec stoji sredi več kot 400 ha urejenih parkov, ki jih je uredil krajinski arhitekt Capability Brown, 1600 ha kmetijskih zemljišč in 1600 ha  gozdov, kamor sodi tudi Center Parka s počitniškim naseljem. To je bil prvi dvorec odprt za javnost in prav tako prvi safari park zunaj Afrike.
Dvorec je zgradil sir John Thynne, oblikoval pa ga je pomemben arhitekt Robert Smythson, potem ko je bil izvorni samostan uničen v požaru leta 1567. Trajalo je 12 let, da je bil dokončan in velja za enega izmed najlepših primerov elizabetinske arhitekture v Veliki Britaniji. Longleat, ki ga zaseda Alexander Thynn, 7. markiz Batha, je neposredni potomec graditelja. Plemič je prepustil upravljanje poslovanja sinu vikontu Weymoutha v začetku leta 2010.

## Dvorec Longleat in Thynneji
Na mestu sedanjega dvorca Longleat je prej stal avguštinski samostan. Ime izhaja iz leat -  umetna pot ali kanal, kot je ta, ki oskrbuje mlin.
Sir Charles Appleton (1515-1580) je kupil Longleat za sira Johna Thynna leta 1541 za 53 takratnih funtov. Appleton je bil izkušen graditelj, znanje si je pridobil pri delu na objektih Old School Baltonsborough, Bedwyn Broil in Somerset House. V aprilu 1567 je originalno hišo zajel požar in je zgorela. Nov dvorec je bil uspešno končan do leta 1580. Adrian Gaunt, Alan Maynard, Robert Smythson, grof Hertford in Humpfrey Lovell so prispevali k novi stavbi, vendar je večina zasnove delo sira Johna. Bil je prvi iz dinastije Thynne - družinsko ime je bilo Thynn ali Thynne v 16. stoletju, kasneje dosledno Thynne, sedanja glava družine je vrnil črkovanje Thynn leta 1980. Potomci sira Johna Thynneja so bili:
- Sir John Thynne mlajši (1555–1604)
- Sir Thomas Thynne (okoli 1578–1639)
- Sir James Thynne (1605–1670), ki je zaposlil sira Christopherja Wrena za adaptacijo hiše
- Thomas Thynne (1646–1682)
- Thomas Thynne, prvi vikont Weymouth (1640–1714) začel veliko knjižno zbirko. Formalni vrtovi, kanali, fontane in parterji jih je ustvarili George London s kipi Arnolda Quellina in Chevalier Davida. Galerija Best, Long galerija, Old Library in kapela so bili dodani po zaslugi Wrena. Leta 1707 je Thomas Thynne ustanovil gimnazijo za fante v mestu Warminster, v bližini svojega dvorca, da učili fante iz Warminstera, Longbridge Deverilla in Monkton Deverilla. Sčasoma je ta postala znana kot Šola lorda Weymoutha, ki se je leta 1973 združila s Šolo sv. Monike za dekleta in se danes nadaljuje kot Šola Warminster.
- Thomas Thynne, drugi Vikont Weymouth (1710–1751) poročen z Louiso Carteret, katere duh je slaven, saj straši po hiši kot zelena Lady.[4]
- Thomas Thynne, prvi markiz Batha (1734–1796) je zaposlil Capability Browna da nadomesti formalne vrtove s pokrajinskim parkom, dramatičnimi dovozi in vhodno cesto.
- Thomas Thynne, drugi markiz Batha (1765–1837) je zaposlil Jeffryja Wyatvillea za modernizacijo hiše in prejel nasvet Humphreya Reptona. Wyatville je porušil več delov hiše, vključno Wrenovo stopnišče in jih nadomestil z galerijami in velikim stopniščem. Zgradil je tudi veliko gospodarskih poslopij, tudi Oranžerijo.
- Henry Frederick Thynne, tretji markiz Batha (1797–1837)
- John Alexander Thynne, četrti markiz Batha (1831–1896) je zbiral italijansko likovno umetnost. Zaposlil je Johna Cracea, ki je prej delal Brighton Pavilion, Woburn Abbey, Chatsworth House in Westminstrko palačo, da uredi notranjost v slogu italijanske renesanse.
- Thomas Henry Thynne, peti markiz Batha (1862–1946). V 1. svetovni vojni je bil dvorec začasna bolnišnica. V 2. svetovni vojni je postal šola za hčere oficirjev. Bolnišnica je bila zgrajena prav na zemljišču.
- Henry Frederick Thynne, šesti markiz Batha (1905–1992). Leta 1947 je bil prisiljen, zaradi davka na dediščino, prodati velik del posestva. Da bi dvorec Longleat lahko preživel, je odprl hišo za javnost. Russell Page je preoblikoval vrtove okoli hiše v Safari park, ki je bil odprt leta 1966.
- Alexander Thynn, sedmi markiz Batha (rojen 1932) je umetnik in slikar fresk z nagnjenjem za labirinte (je ustvaril labirint iz žive meje, ljubezenski labirint, sončni in lunarni labirint in labirint kralja Arturja).

Dvorec je še vedno privatna rezidenca družine Thynn.

### Ogled dvorca Longleat
Sprehod po dvorcu obsega ogled:
- Elizabetinsko veliko dvorano, z galerijo potujočih pevcev
- Spodnji vzhodni koridor, širok prostor prvotno uporabljen za dostop uslužbencev do glavnih prostorov. Tukaj je fino pohištvo in slike. Na ogled sta dve knjigi obiskovalcev, ena prikazuje podpise Elizabete II. in princa Filipa, druga Jurija VI.) in Elizabeto (kraljico mati).
- Knjižnica, s čudovito poslikanim stropom beneškega slikarstva
- Rdeča knjižnica, ki prikazuje številne od 40.000 knjig v dvorcu
- Zajtrkovalnica
- Spodnja jedilnica
- Stopnišče, s prikazom velikih živali iz Meissen porcelana
- Kopalnica in spalnica: kopel ima svinčeno kad, prvotno so jo napolnili ročno z vedrom in izpraznili na enak način; pipe in odtoki so novejši. Svinec je bil zamenjan leta 2005. Soba ima prvo stranišče na splakovanje.
- Državna jedilnica, z Meissen porcelansko mizo
- Salon
- Državna soba za slikanje, ki jo je zasnoval Crace
- Garderoba
- Kitajska spalnica
- Glasbena soba z inštrumenti, tudi z lajno
- Spalnica princa iz Walesa, tako imenovana zaradi velike slike Henrika Fredericka, princa iz Walesa, brata Karla I. Angleškega
- Zgornji zahodni koridor
- Veliko stopnišče
- Banketna dvorana v zgornjem nadstropju dvorca Longleat, jedilna miza delo Johna Makepeacea in lestenec Jocelyn Burton

## Gozdovi Longleata
Gozdovi Longleata obsegajo površino 249,9 ha »Posebnega znanstvenega biološkega pomena v Somersetu« (Site of Special Scientific Interest) in imajo tak uraden status že od leta 1972.
Gozdovi Longleata so tudi sedež »Centra gozdnega parka Longleat« (Center Parcs Longleat Forest), ki je počitniška destinacija.

## Longleat Safari Park
Longleat Safari Park so odprli leta 1966 kot prvi safari park zunaj Afrike in je dom več kot 500 živalim, med drugimi so ti žirafe, opice, nosorog, lev, tigri in volkovi. Gepardi so zadnje dopolnitve safari parka, šest jih je prispelo v avgustu 2011. Štirje levji mladiči so bili rojeni v septembru 2011, kar je skupaj 10 mladičev rojenih v tem letu. Disney je poimenoval dva izmed njih, Simba in Nala, v okviru sporazuma o sodelovanju za promocijo prihajajočega Lion King, 3D filma.
Celotna posest se nahaja na 36,42 km² na podeželju Wiltshire.